# Mimikra kulturowa
Mimikra kulturowa – w memetyce, ewolucja pewnych socjotypów w ten sposób, aby upodabniać się do innych – podobnie jak w biologii, na zasadzie mimikry cechy fenotypowe pewnych organizmów upodabniają się do innych, dając tym organizmom lepsze możliwości dostosowawcze.
Efektem mimikry kulturowej jest pojawianie się np. nowych idei mających wywoływać odpowiednie reakcje poprzez włączenie w nie memów utrwalonych w kulturze ideologii.
Przykładowo, w czasie sprawowania władzy przez Hitlera taką mimikrą kulturową były różnego typu gesty i odwołania do kultury antycznej czy germańskiej.
Szczególnym przypadkiem mimikry kulturowej jest mimikra reklamowa.